# Brusturi (gmina Finiș)
Brusturi – wieś w Rumunii, w okręgu Bihor, w gminie Finiș. W 2011 roku liczyła 1674 mieszkańców.